# Umaszczenie koni

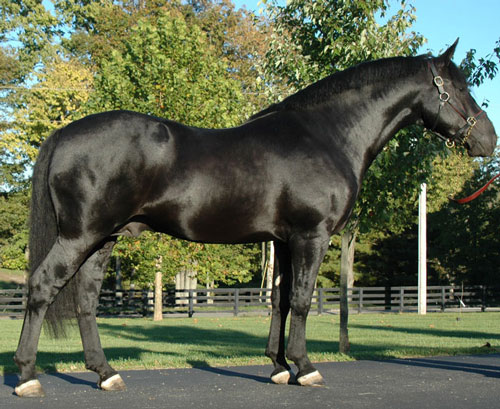
Koń kary

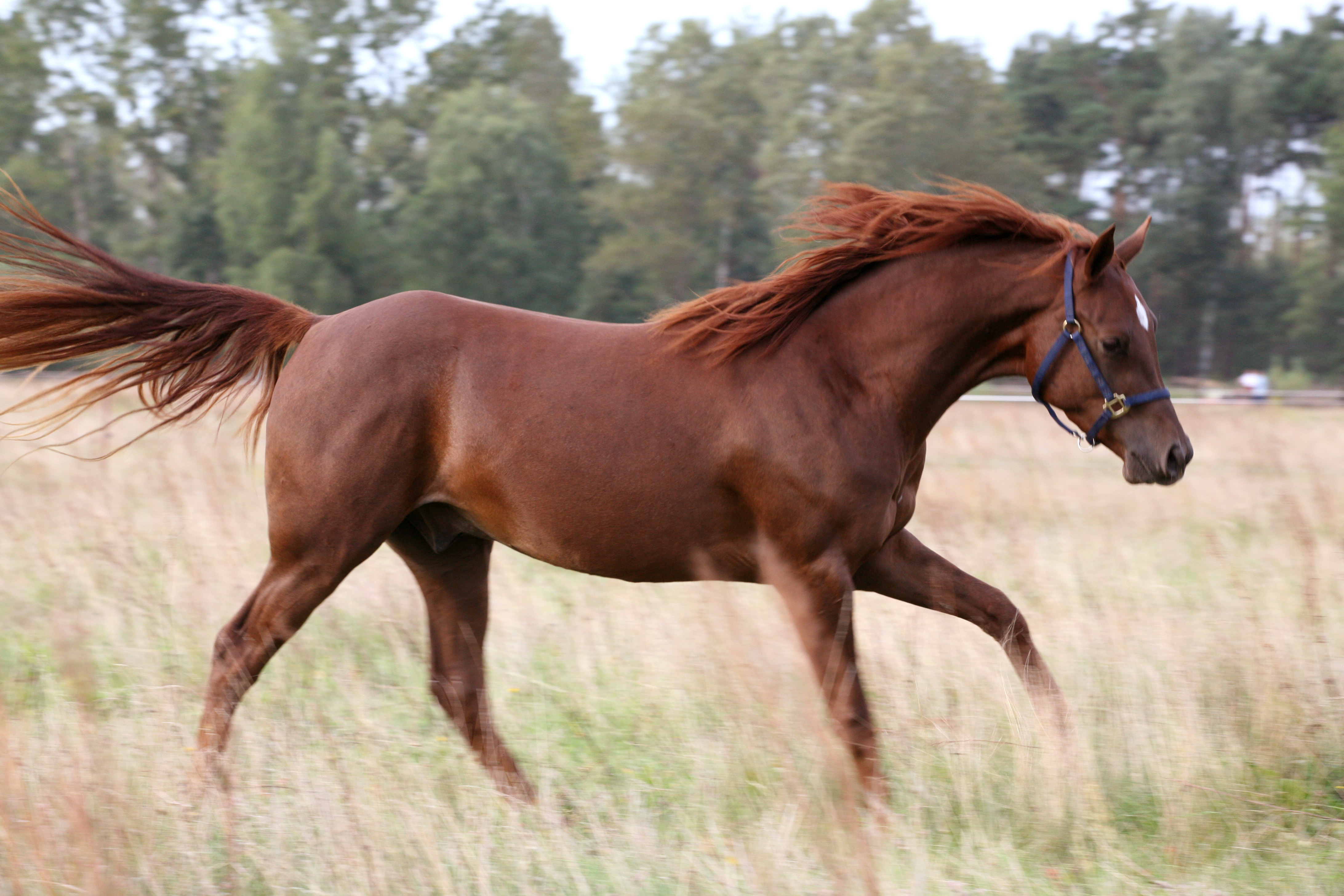
Koń kasztanowaty

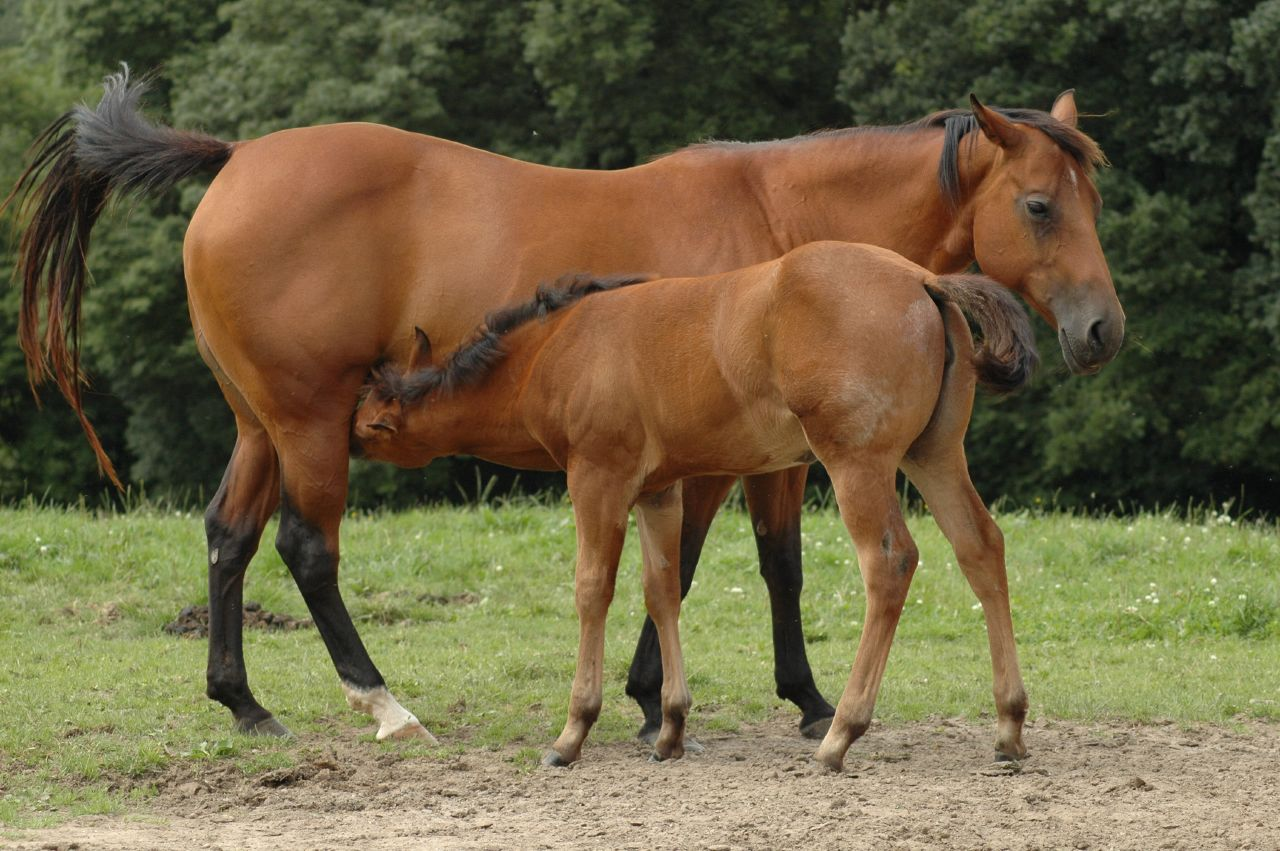
Gniada klacz i gniade źrebię

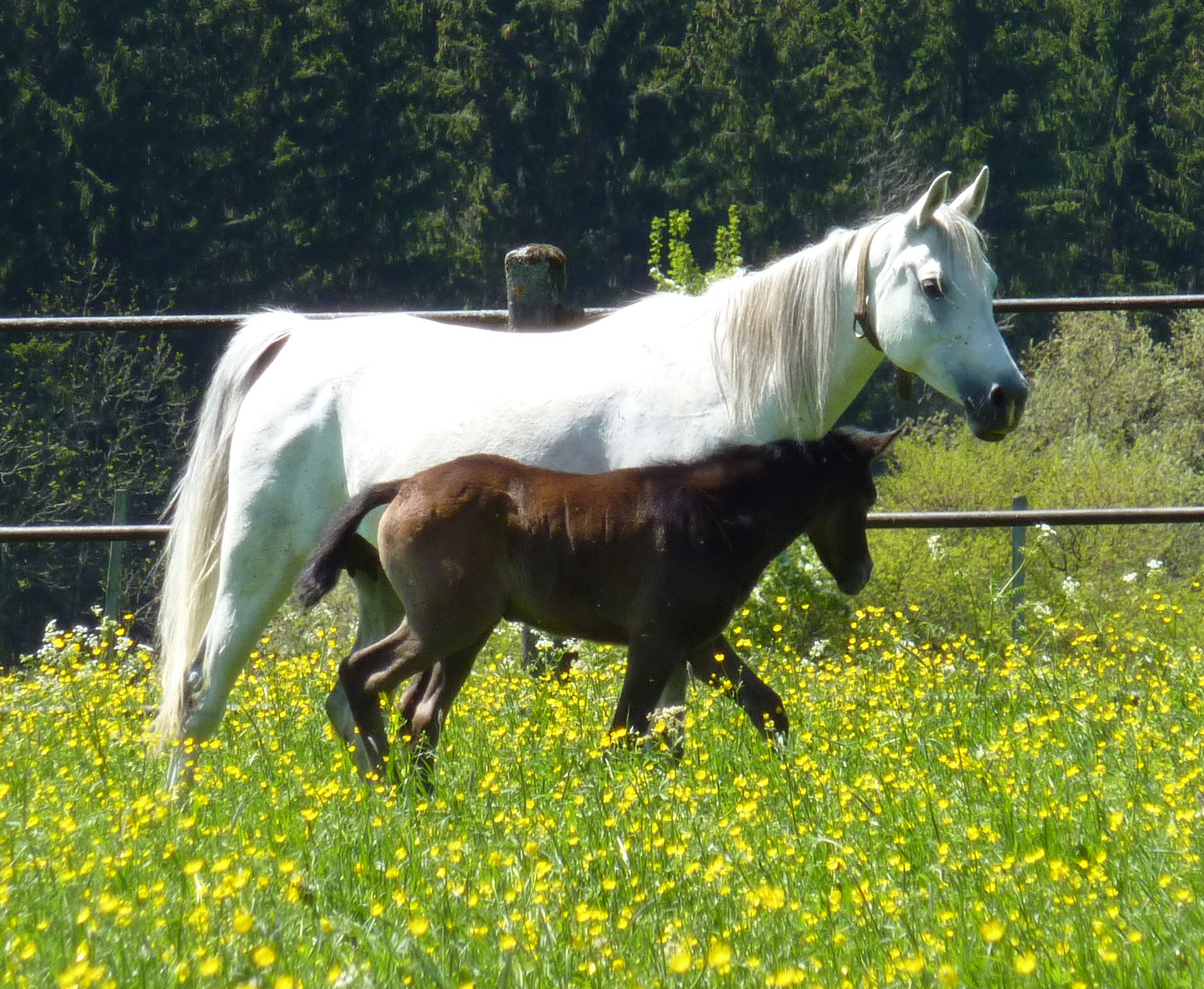
Klacz siwa i źrebię

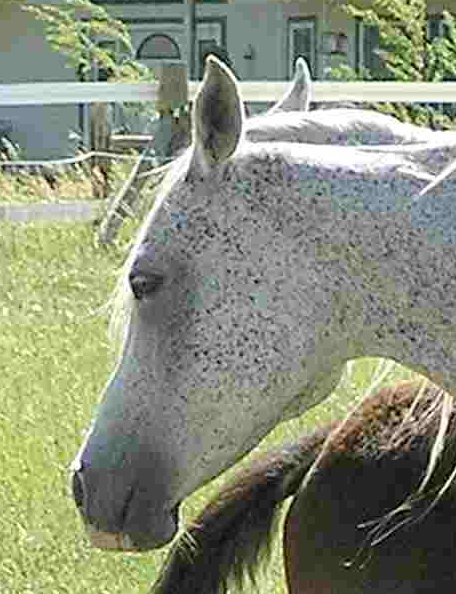
Głowa klaczy siwej w hreczce

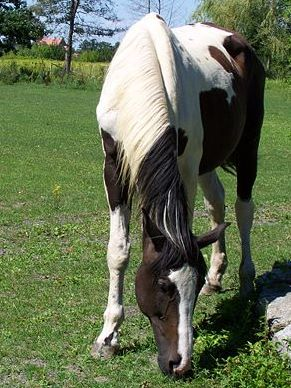
Koń srokaty

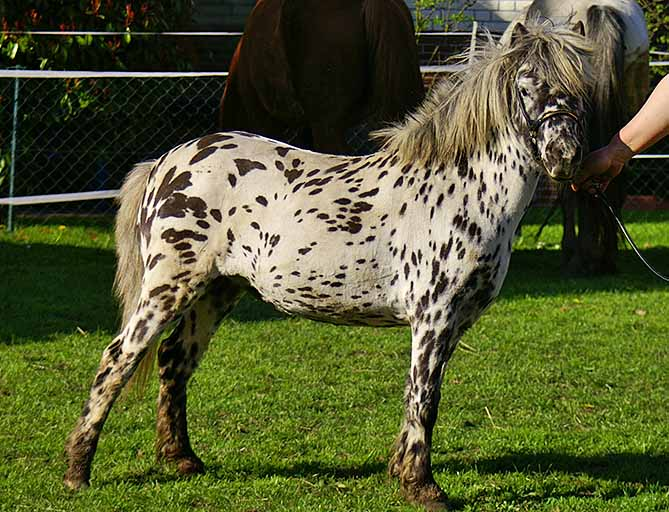
Kuc tarantowaty

Umaszczenie koni lub maść konia – barwa sierści pokrywającej ciało konia, wraz z barwą grzywy i ogona, uwarunkowana genetycznie. W przeważającej części typ maści wyróżnia się wyłącznie w oparciu o barwę sierści pokrywającej ciało, są też jednak takie maści, gdzie oprócz koloru sierści ważne są również barwa koloru włosów grzywy i ogona. Maść oprócz określonej barwy może też mieć inne cechy, jak np. jabłkowitość charakteryzująca się pojawianiem kół włosów ciemnych na tle jaśniejszych włosów u siwych koni i inne.
O swoistym umaszczeniu konia stanowią takie wzajemne zachowania genów jak: recesywność, dominowanie i epistaza. Kolor okrywy włosowej uzależniony jest od występowania pigmentu. Gdy koń ma jasne kopyta, białą sierść na głowie i kończynach, to znaczy, że nie ma pigmentu w tych częściach ciała. Cechy umaszczenia są ważne dla identyfikacji oraz ewidencji hodowlanej.

## Podstawowe informacje
Maść koni determinowana jest przez kilkanaście genów, które dzielą się na grupy według efektu fenotypowego:
- podstawowe: geny z loci Agouti oraz Extension, dające umaszczenie kare, gniade i kasztanowate[4] ;
- rozjaśnione: locus Cream dający umaszczenia kare przydymione, izabelowate, jelenie, kremowe (cremello), perłowe (perlino) i kremowe przydymione. Do tej grupy należą również geny z locus Dun (bułane), Champagne (szampańskie) i Silver (srebrne), oraz niedawno odkryte nowe geny rozjaśniające, które nazwano Pearl, czyli perłowe (recesywne) oraz Mushroom (pieczarkowe)[5] ;
- wzory białej sierści: loci i geny warunkujące występowanie białych znaczeń polegające na depigmentacji danych obszarów, które dają albo mieszankę białych (depigmentowanych) i barwnych włosów (locus Roan), tj.: umaszczenie dereszowate, rabicano lub umaszczenie siwe, lub w różny sposób rozmieszczone i różnej wielkości białe i barwne plamy dające maść białą (locus White), srokatą (loci Tobiano, Overo, Dominant White) oraz tarantowatą z loci Leopard spotting complex(ang)[4] [5] .

Konie charakteryzują się wielką różnorodnością umaszczeń, które w większości przypadków nie jest cechą rasową. Wyjątkami od tej reguły są rasy o stałym umaszczeniu: haflinger (umaszczenie kasztanowate z konopiastą grzywą i ogonem), appaloosa (umaszczenie tarantowate), konik polski (umaszczenie myszate), palomino (umaszczenie izabelowate), koń fiordzki (umaszczenie bułane) oraz koń fryzyjski (umaszczenie kare oraz kasztanowate (te jednak nie są dopuszczane do hodowli), jedyną możliwą odmianą jest mała gwiazdka na czole u wałachów), albino (umaszczenie białe) .

## Umaszczenia jednolite

### Umaszczenia podstawowe
- Maść kasztanowata (cisawa): żółtaworuda lub rudobrązowa sierść, grzywa i ogon w tym samym odcieniu lub jaśniejsze, kończyny bez czarnego podpalania[3] (np. koń fryderyksborski[2]).
- Maść kara: całkowicie czarna[3], również czarna grzywa i czarny ogon[2] (np. koń fryzyjski[2]).
- Maść gniada: sierść brązowa od jasnej do brunatnej i prawie czarnej, grzywa, ogon i dolne odcinki kończyn – czarne[3] (np. Cleveland Bay[2])).

### Umaszczenia rozjaśnione

#### Kremowe
- Maść izabelowata: kasztanowata rozjaśniona genem Cream. Barwa sierści od żółtawej[3] przez złotą po czekoladową. Grzywa i ogon jaśniejsze lub w kolorze kłody, bywają też białe[3]. Oczy i skóra rozjaśnione (np. Palomino[2]).
- Maść kara przydymiona: kara rozjaśniona genem Cream. Trudna do odróżnienia od karej, charakteryzuje się czekoladowym odcieniem sierści i rudawą grzywą. Oczy i skóra rozjaśnione.
- Maść jelenia: gniada rozjaśniona genem Cream. Sierść od bardzo jasnej, wręcz beżowej (buttermilk buckskin) aż po ciemnobrązową. Podpalania i grzywa ciemnoczekoladowe. Łatwo pomylić ją z bułaną, jednak konie jelenie zwykle nie posiadają pręgowania. Oczy i skóra rozjaśnione.
- Maść cremello: kasztan podwójnie rozjaśniony genem Cream. Sierść kremowa, skóra różowa, oczy najczęściej niebieskie.
- Maść smoky cream: kara z dwoma allelami genu Cream. Sierść szarokremowa, skóra różowa, Oczy niebieskie.
- Maść perlino: podwójnie rozjaśniona gniada. Sierść kremowa, grzywa, ogon i podpalania nieco ciemniejsze, skóra różowa, oczy niebieskie.

#### Bułane
- Maść czerwonobułana: kłoda i szyja beżoworude, głowa i nogi rude, podobnie jak pręgowanie.
- Maść myszata: kłoda i szyja szare, głowa i nogi ciemniejsze. Pręgowanie również występuje, podobnie jak dwukolorowe włosie w ogonie i grzywie.
- Maść bułana: sierść żółtawa, lub popielatobura[3], kłoda oraz szyja rozjaśnione do jasnego brązu, głowa i nogi ciemniejsze, również czarne[3] Występuje pręgowanie na nogach oraz grzbiecie, a grzywa i ogon najczęściej są dwukolorowe: czarne i maściste[3] (np. Koń luzytański[2]))).

#### Srebrne
- Maść kara srebrna: sierść rozjaśniona do czekoladowej, grzywa i ogon białe. Często występuje jabłkowitość, która zanika z wiekiem.
- Maść gniada srebrna: brązowa sierść pozostaje bez zmian, podpalania na nogach rozjaśnione do koloru czekoladowego. Grzywa i ogon białe.

Gen srebrny rozjaśnia tylko czarny pigment, więc konie kasztanowate mogą być tylko nosicielami tego genu.

#### Szampańskie
U koni rozjaśnionych genem Champagne skóra jest nakrapiana, a oczy zmieniają kolor z wiekiem – u źrebiąt są niebieskie, by, przechodząc przez zielony, stać się brązowe.
- Maść złotoszampańska: sierść złota, grzywa i ogon jaśniejsze lub w tym samym kolorze.
- Maść klasyczna szampańska: sierść o odcieniu kawowoszarym, grzywa i ogon nieco bardziej rudawe.
- Maść bursztynowoszampańska: sierść złotobrązowa, grzywa, ogon i kończyny ciemniejsze.

## Wzory białych znaczeń

### Srokata

#### Tobiano
Do tego zbioru zalicza się dwa wzory – tobiano i calico tobiano.
- Wzór tobiano: na białej, niepigmentowanej sierści występują maściste plamy. Zdają się one „spływać” po koniu, mają gładkie krawędzie. Białe łaty mogą przekraczać linię grzbietu, a na nogach występują odmiany. Kolor grzywy zależy od ułożenia plam – tam, gdzie biała plama, tam włosie jest białe. Ogon jednolity bądź dwukolorowy.
- Wzór calico tobiano: pojawia się on u koni pojedynczo rozjaśnionych genem Cream. U takiego konia oprócz białych i maścistych plam pojawiają się także łaty „nieobjęte” rozjaśnieniem, czyli np. kasztanowate.

#### Overo
Do tego zbioru należą właściwie wszystkie wzory oprócz tobiano i calico tobiano.
- Wzór frame overo: maściste plamy zdają się tworzyć „ramkę” wokół białych, o postrzępionych krawędziach. Nogi zwykle maściste, na łbie występują duże odmiany. Układ homozygotyczny dominujący genu warunkującego tę maść (OO) jest letalny.
- Wzór sabino: łaty występują na nogach oraz łbie i brzuchu (przy większym zasięgu pokrywają prawie całego konia). Brzegi są postrzępione, często włosy białe są wymieszane z maścistymi, co przypomina dereszowatość.
- Wzór splash white: koń tej maści wygląda tak, jakby wszedł do białej farby – łaty obejmują nogi, łeb oraz brzuch, a czasem nawet prawie całego konia, jednak w przeciwieństwie do sabino mają gładkie brzegi. Często występują niebieskie oczy, a także heterochromia.

### Dominująca biała (dominant white)
- Maść biała: jest to również wzór białych plam, wykryto ponad 20 mutacji tego genu, z czego kilka z nich daje wzór o maksymalnym wzorze, przez co konie są całkowicie białe, o różowej skórze. Oczy najczęściej są brązowe, rzadziej niebieskie. Jest letalna w parze homozygotycznej dominującej (WW), jednak nie dla wszystkich wariantów alleli. Nie są to albinosy, które u koni w ogóle nie występują. Często myli się ją z siwą, zaś mniejsze wzory z widocznymi plamami na ciele przypominają umaszczenie sabino.

### Tarantowata
- Wzór leopard: na białym ciele konia występują dość duże plamki.
- Wzór duch (fewspot): kropek jest niewiele, a cechą charakterystyczną są plamki w kszatałcie trójkąta tuż nad kopytami.
- Wzór cętkowany: podobny do lamparta, jednak plamki są mniejsze.
- Wzór płatki śniegu: koń maści podstawowej pokryty jest małymi, białymi kropkami.
- Wzór werniksowaty: na białej sierści włosy maściste występują blisko kości, przypomina nieco dereszowatość.
- Wzór oszroniony: mieszanina maścistych i białych włosów. Jak sama nazwa wskazuje, przypomina to nieco pokrywający konia szron.
- Wzór derka z plamami: na zadzie konia znajduje się biała, postrzępiona plama pokryta ciemnymi plamami.
- Wzór derka bez plam: na zadzie konia znajduje się biała plama o postrzępionych brzegach.

## Wzory białych włosów
- Maść dereszowata: włosy białe i maściste wymieszane są w proporcji 1:1. Nogi i głowa pozostają maści podstawowej, podobnie jak grzywa i ogon.
- Maść rabicano: cechami charakterystycznymi tego wzoru są białe włosy w pachwinach, na żebrach (gdzie często układają się w charakterystyczne pasy) oraz u nasady ogona (tzw. skunksi ogon). Mylona z dereszowatą.
- Maść siwa: konie siwe rodzą się w barwie maści bazowej, np. kare lub bułane, i z wiekiem siwieją, czyli ich włosy tracą zdolność do produkcji i transportu pigmentu. Konie najczęściej siwieją od głowy, co u źrebaków objawia się często siwymi rzęsami lub siwymi „okularkami” dookoła oka, lub ogona, wtedy ogon od końca staje się biały.

Teoria, że maść siwa jest błędem, nie jest prawidłowa, ponieważ każde umaszczenie, poza umaszczeniem dzikim, należącym do przodków konia, jest wynikiem „błędu” w zapisie kodu genetycznego, czyli mutacją, która powoduje błędny przebieg melanogenezy lub nieprawidłowy i wadliwy transport melanoblastów.

## Odmiany

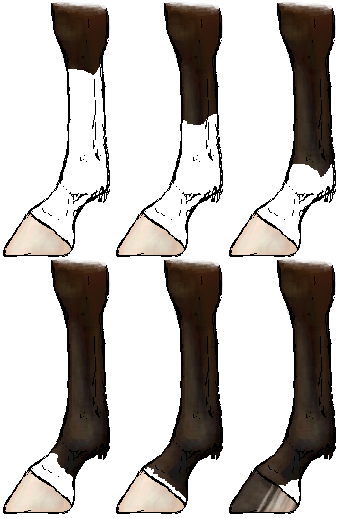
Odmiany na kończynach

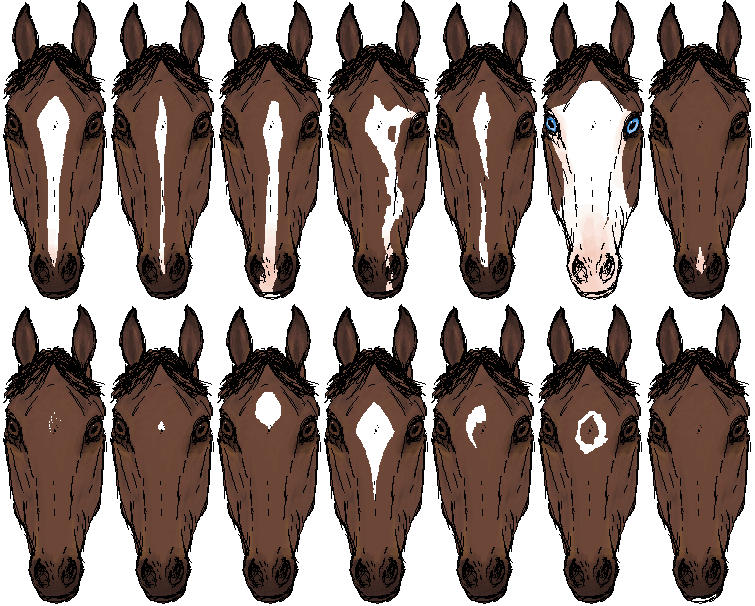
Odmiany na głowie

U koni występują też białe plamy w umaszczeniu podstawowym. Wyróżnia się:
- skarpetkę – odmiana na nodze konia w formie białego pasa obejmującego pęcinę;
- koronkę – odmiana na nodze konia w formie wąskiego białego paska obejmującego nasadę kopyta;
- pończoszkę – odmianę na nodze konia w formie wąskiego białego pasa obejmującego staw skokowy;
- gwiazdkę – odmiana na pysku konia w formie pojedynczej białej plamy występującej mniej więcej na wysokości oczu;
- chrapkę – odmiana na pysku konia w formie pojedynczej białej plamy pomiędzy chrapami (nozdrzami) konia[6] ;
- łysinę – odmiana na głowie konia w formie podłużnego białego pasa ciągnącego się wzdłuż całego pyska; może być wąska lub szeroka; szeroka zwykle jest szerokości odległości między oczami konia;
- strzałkę – odmiana na pysku konia w formie podłużnego białego pasa o rozszerzonym górnym końcu, zwężającego się ku dołowi; zwykle zaczyna się nieco powyżej oczu konia;
- latarnię – odmiana na pysku konia podobna do szerokiej łysiny, jednak zachodząca częściowo na oczy i pysk konia, lekko rozszerzona u góry.

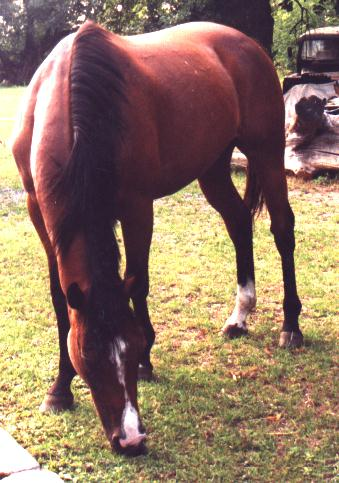
wałach z jedną białą skarpetką na tylnej nodze
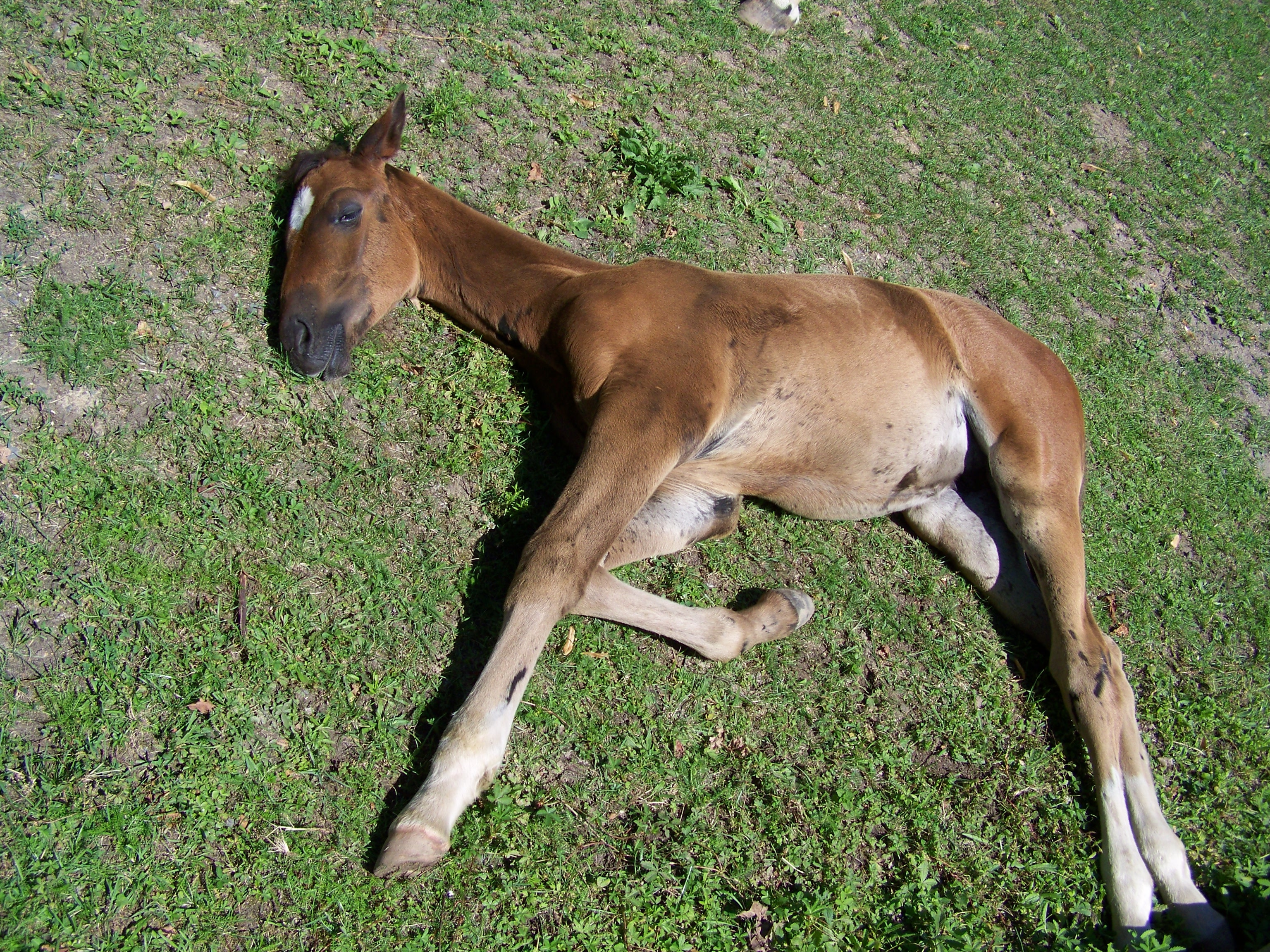
śpiące źrebię z gwiazdką
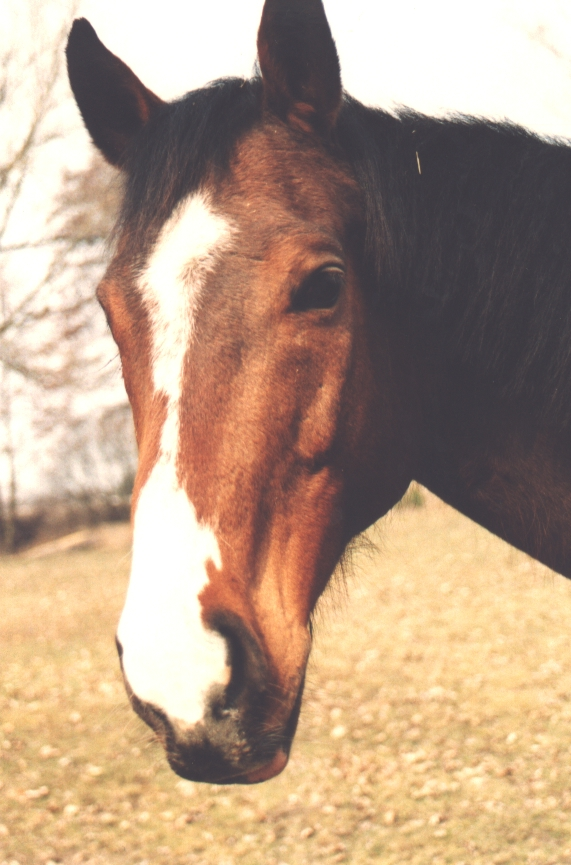
wałach z wąską łysiną
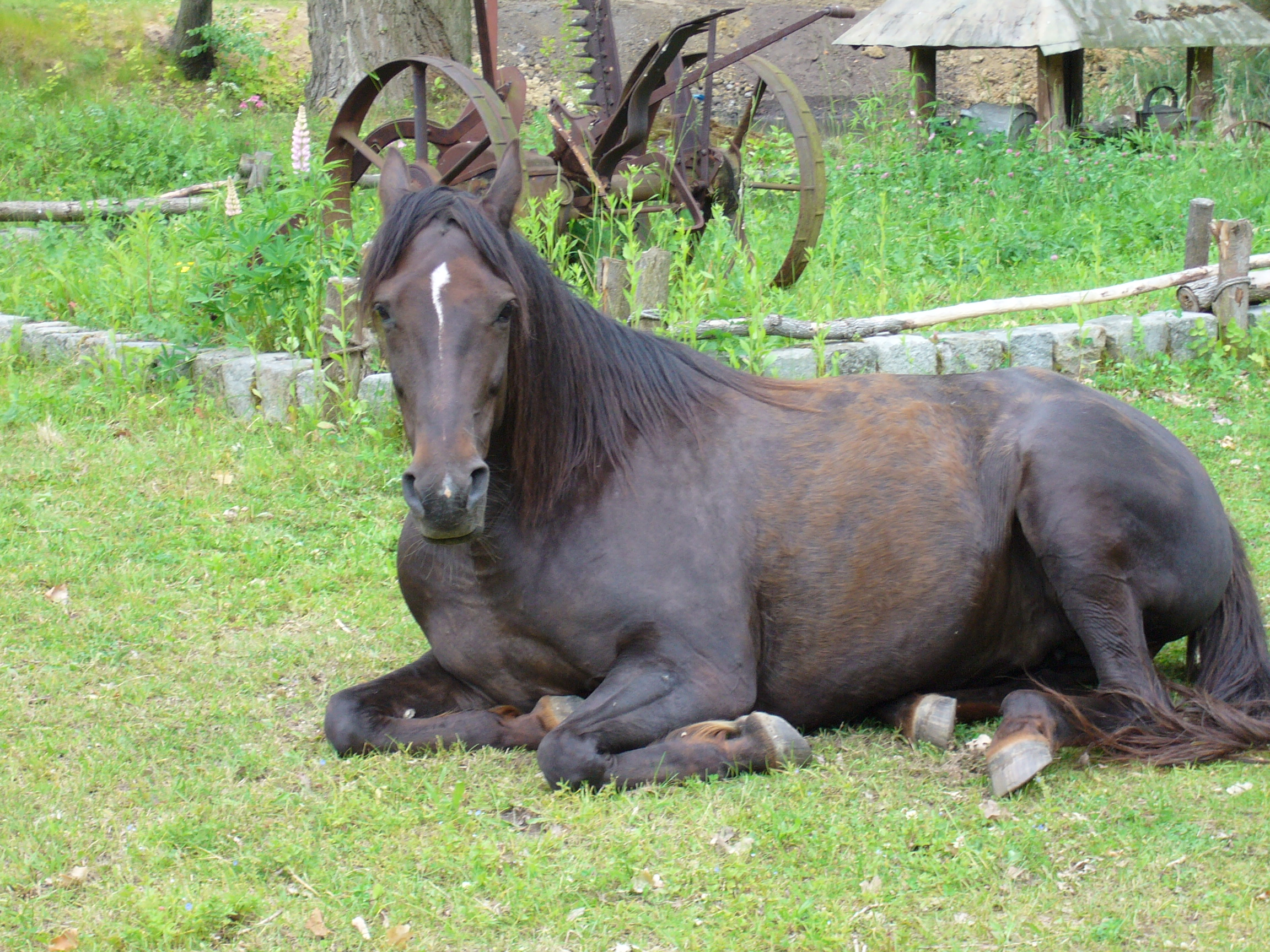
klacz ze strzałką i chrapką

Często duże i nieregularne, bądź nietypowo wyglądające odmiany wskazują na minimalne wzory srokatości u koni. Większość ludzi jednak błędnie upiera się, że takie konie ze srokaczami nie mają nic wspólnego  .